# Svět Poledne
Svět Poledne (rusky Мир Полудня) je vesmír 22. století, ve kterém se odehrává velká část vědeckofantastických knih ruských sovětských spisovatelů bratrů Strugackých. Svůj název dostal podle prvního díla cyklu, povídkové sbírky Poledne, 22. století (1962, Полдень, XXII век). 

## Charakteristika Světa Poledne

### Společenské zřízení
Jde o svět, ve kterém lidstvo žije v ideální společnosti, v níž všichni lidé pracují na úkolech, jež je baví, je zajištěna hojnost všeho, lidé provádějí průzkum Země i vesmíru. Lidstvo tohoto světa osidluje cizí planety, setkává se s cizími civilizacemi a pomáhá vývoji některých z nich. Pozdější knihy cyklu vykreslují i stinné stránky tohoto světa a také rozdělení lidské rasy na vyšší a nižší, čímž je do světa komunistické budoucnosti, do světa stejných možností pro všechny, zanesena nová nerovnost.
Nejvyšším správním orgánem na Zemi je Světová rada, jejímiž členy jsou nejznámější vědci, historici, učitelé a lékaři. Zpravidla se rada zabývá pouze globálními problémy pozemskými a galaktickými. 

### Technická úroveň
Technika je ve Světě Poledne na vysoké úrovni ve všech oblastech jako je např. informační technologie, medicína, změna struktury hmoty nebo biotechnologie. Jedná se o takové projekty jako je 
- superpočítač SRI (Sběrač rozptýlených informací), který vyhledává, třídí a porovnává stopy jakýchkoli událostí a jevů rozptýlených v prostoru a času a přeměňuje je v běžné informační tvary (například obrazové), které poskytují informace o minulosti a současnosti a na tomto základě předpovídá i určité budoucí jevy. Díky své obrovské kapacitě se používá také k řešení různých fyzikálních a dokonce i psychických problémů.
- Velké kódování, jehož podstatou je zachování identity člověka jejím nahráním na elektronická média.
- systém globální pohyblivých pozemní komunikací.

V mezihvězdné dopravě byly fotonové motory nahrazeny skoky v hyperprostoru, pro planetární dopravu je vyvíjena tzv. nulová transportace (zkráceně nula-T) založená na teleportaci.

### Progresoři
Kromě lidí, žijí ve vesmíru Světa Poledne další inteligentní rasy. Některé jsou humanoidní a jiné člověku naprosto cizí, takže kontakt s nimi je velmi problematický. Vztahy k nim řídí Komise pro kontakt s jinými civilizacemi (Komkon). K velkým problémům, které řeší, patří otázka, zda může vyspělejší civilizace urychlovat nebo ovlivňovat historický vývoj civilizace na nižší úrovni. Je to především otázka postavení a možností zásahů tzv. progresora – představitele vyspělejší rasy na cizí planetě. Základní, univerzální ideou cyklu je, že by se žádnými prostředky nemělo zasahovat do přirozené evoluce společnosti. Progresor by měl zkoumat vývoj jednotlivých objevených civilizací a do tohoto vývoje citlivě zasáhnout jen proto, aby se ona civilizace vyhnula katastrofám, jakými museli ve svých dějinách projít Pozemšťané.

### Komise pro kontrolu vědeckých výsledků
Tato komise, pro kterou se vžila značka Komkon-2, má za cíl zajistit bezpečnost lidské civilizace na Zemi. Její práce je většinou zahalena tajemstvím, což vyvolává v obyvatelstvu určitou nedůvěru a vypadá to tak, že vzorem pro její vytvoření sloužila autorům sovětská KGB. Její jméno je odvozeno od toho, že hlavním předmětem jejího zájmu jsou tzv. vědečtí extrémisté, tj. nadšení a většinou mladí vědci, kteří rozvíjejí zakázané oblasti výzkumu, protože se buď domnívají, že přínosy jejich vědeckých výsledků budou větší než případné škody, nebo hájí právo na rozvoj vědy bez omezení. Kromě toho se však komise také zabývá kontrolou neobvyklých událostí a jevů, které mají nebo mohou mít negativní dopad na lidskou civilizaci jako celek.

## Knihy tvořící cyklus
- Poledne, 22. století (1962, Полдень, XXII век), sbírka povídek.
- Pokus o útěk (1962, Попытка к бегству),
- Ničivá vlna (1963, Далёкая Радуга),
- Je těžké být bohem (1964, Трудно быть богом),
- Nepokoj (Беспокойство), první varianta románu Les napsaná roku 1965 a vydaná až roku 1990. Román Les se ve Světě Poledne neodehrává.
- Obydlený ostrov (1969, Обитаемый остров), první díl tzv. Kammererovy trilogie nazývané tak podle jejího hlavního hrdiny progresora Maxima Kammerera.
- Špunt (1971, Малыш),
- Chlapík z pekla (1974. Парень из преисподней),
- Brouk v mraveništi (1979–1980, Жук в муравейнике), druhý díl tzv. Kammererovy trilogie.
- Vlny ztišují vítr, (1985–1986, Волны гасят ветер), třetí díl tzv. Kammererovy trilogie.

Blízký vztah ke Světu Poledne mají rané práce bratrů Strugackých jako jsou Zvláštní předpoklady (1959, Частные предположения), Planeta nachových mračen (1959, Страна багровых туч), Cesta na Amalteu (1960, Путь на Амальтею) a s nimi související knihy Tachmasib letí k Saturnu (1962, Стажёры) a Dravci mého století (1965, Хищные вещи века), které se odehrávají ve 21. století a tvoří jakýsi prolog k celému cyklu. 
Roku 1990 začali bratři Strugačtí pracovat na románu Bílá královna (Белый Ферзь), který měl být pokračováním Obydleného ostrova. Maxim Kammerer se v něm měl ještě jednou vrátil na Sarakš a jako jedinému pozemšťanovi se mu mělo podařit proniknout do hlavního města tzv. Ostrovní říše. Po smrti Arkadije však Boris již nedokázal sám v práci na knize pokračovat a román tak zůstal torzem.

## Rasy ve Světě Poledne
- Nehumanoidi z planety Archa – uzavřená nekomunikativní vyspělá civilizace nestojící o žádný kontakt s lidmi popsaná v románu Špunt.
- Inteligentní měkkýši z planety Garotta, zmínění rovněž v románu Špunt, považující vlastní vjemy související s člověkem a s veškerou jeho technikou pouze za plod své obrazotvornosti.
- Hlaváči, inteligentní psi s velkými hlavami z planety Sarakš. Vzniklí pravděpodobně mutací po jaderné válce. Jsou popsání v románech Obydlený ostrov a Brouk v mraveništi
- Humanoidní Leoniďané z planety Leonida vyznávající biotechnologický rozvoj se o lidi se příliš nezajímají. Jde o příklad tzv. „pomalé civilizace“, která ustrnula na stupni harmonie s přírodou. Mluví se o ní v povídce Dokonalá planeta ze sbírky Poledne, 22. století a v románech Pokus o útěk, Ničivá vlna, Brouk v mraveništi a Špunt.
- Nehumanoidní Tagořané z planety Tagora, se kterými lidé udržují diplomatické styky. Tři čtvrtiny veškerých existujících kapacit této civilizace je soustředěno na studium a předcházení škodlivým důsledkům, které mohou vyplynout z nějakého objevu či vynálezu. Jsou zmínění v povídkách Jací budete (ze sbírky Poledne, 22. století) a Chlapík z pekla a v románech Pokus o útěk, Špunt, Brouk v mraveništi a Vlny ztišují vítr.
- Poutníci – tajemná supercivilizace, která zřejmě provádí progresorství na lidstvu. Nechtějí konat pozemšťanům zlo, ale dobro konají tak, jak ho chápou oni. Lidstvo je pro ně vhodným objektem proto, že na rozdíl od Leoniďanů a Tagořanů se může zmýlit ve volbě správného směru vývoje. První stopy po nich byly nalezeny na Marsu (opuštěné město a umělé satelity Phobos a Deimos) a pak na planetě Vladislava. Nejvíce se o jejich záměrech hovoří v románech Brouk v mraveništi a Vlny ztišují vítr.
- Lidé, humanitní rasa jejíž pravlasti je pravděpodobně Země. To, že je roztroušená po celém vesmíru v různém stádiu vývoje je zřejmě výsledem manipulace Poutníků. Na úrovni kmenové společnosti jsou lidé na planetě Panta, středověk panuje na planetách Saula a Arkanar. Na planetě Giganda plane válka podobná druhé světové válce na Zemi, planeta Sarakš je po jaderné válce. Planeta Naděžda je rovněž na úrovni pozemského 20. století, ale postihla jí lidmi zaviněná ekologická katastrofa. Nejrozvinutější lidskou planetou je Země. V románu Vlny ztišují vítr je pak popsáno dělení lidstva na nižší rasu (stávající lidé) a na vyšší (lidenové).
- Lidenové tvoří další stupeň vývoje inteligentních bytostí na Zemi. Rodí se sice jako lidé, ale mají skryté nadlidské schopnosti, označované jako třetí signální soustava. Po příslušné inicializaci projdou metamorfózou a stanou se něčím úplně jiným. Stávají se vlastně samostatnou rasou, protože jejich zájmy jsou již naprosto odlišné od zájmů lidí, jejich morálka již není lidská. Jsou ve skutečnosti součástí civilizace Poutníků. Někteří se chovají k lidem jako progresoři, kteří se snaží, aby lidé nenapáchali příliš mnoho škod, jiní již dávno nežijí na Zemi, protože se s lidmi nudí.

## Planety ve Světě Poledne
- Archa, planeta obývaná vyspělou nehumanoidní uzavřenou a nekomunikativní civilizací nestojící o žádný kontakt s lidmi.
- Arkanar s lidskou civilizací na úrovni pozdního středověku. Planeta je popsána v knize Je těžké být bohem.
- Duha, planeta popsaná v románu Ničivá vlna, na které se provádějí pokusy s technologií nula-T. Vedlejším účinkem pokusů je vytvoření energetické vlny, která ničí vše živé a kterou nelze zastavit. Děti a matky s novorozenci se podařilo evakuovat, ale zbytek dospělého obyvatelstva včetně vědců pravděpodobně zahynul, ačkoliv to na základě románu Špunt není zase až tak jasné.
- Garotta, planeta, kterou obývají inteligentní měkkýši.
- Giganda s lidskou civilizací, na které plane válka podobná druhé světové válce na Zemi.
- Jajla je drsná planeta s neproniknutelnou džunglí, kde žijí obrovští plazi (draci) s velkou regenerační schopností. Slouží jako planetární letovisko jen pro ty nejodvážnější. Zmíněna je v povídce Setkání ze sbírky Poledne, 22. století a v románu Ničivá vlna.
- Leonida obývaná humanoidní rasou vyznávající biotechnologický rozvoj.
- Lu, planeta zmíněná v románu Brouk v mraveništi, o které se ví jen to, že na ní žije humanoidní rasa.
- Naděžda, planeta s lidskou civilizací na úrovni pozemského 20. století, kterou postihla ekologická katastrofa zaviněná lidmi (planeta se změnila ve skládku odpadků), jak je popsáno v románu Brouk v mraveništi. To mělo za následek vypuknutí genetických chorob, díky kterým populace nepřirozeně rychle stárla. Poutníci proto přesídlili většinu obyvatelstva planety pomocí zdokonalené verze technologie nula-T neznámo kam, zřejmě v přesvědčení že problém lze vyřešit pouze novým čistým životním prostředím.
- Pandora, přírodní rezervace a oblíbené letovisko pokryté džunglí s nebezpečnou nezemskou faunou, například s tzv. tachorgy. Při lovech, které se na tachorgy pořádají, jsou ročně vážně zraněny nebo usmrceny desítky lidí. V románu Nepokoj byli v neprostupném planetárním lese objeveni humanoidní domorodci.
- Panta je planeta s lidskou civilizací na úrovni kmenové společnosti. Je však ohrožena výbuchem vlastního slunce. Proto se připravuje přesídlení obyvatelstva na jinou planetu (viz román Špunt.)
- Planeta modrých písků, planeta, na které přistál fotonový planetolet Tajmyr poté, co neočekávaně provedl při dosažení rychlosti světla skok hyperprostorem (viz Poledne, 22. století).
- Růžena popsaná v povídce Zvláštní předpoklady a zmíněná v povídce Návrat ze sbírky Poledne, 22. století a v románu Brouk v mraveništi. Planeta dostala jméno po manželce svého objevitele, je podobná Zemi, ale nebezpečná.
- Sarakš je planeta s lidskou civilizací, na které došlo k jaderné válce. Díky ní se mutací vytvořila na planetě rasa inteligentních psů s velkými hlavami, kteří se nazývají Hlaváči. Jsou popsání v románech Obydlený ostrov a Brouk v mraveništi.
- Saula s lidskou civilizací na úrovni raného středověku. Planeta je popsána v novele Pokus o útěk.
- Tagora s nehumanoidní civilizací udržující s lidmi diplomatické styky i přes problémy, které nastaly s obavy před možným vlivem Poutníků. Planeta je zmíněna v povídkách Jací budete (ze sbírky Poledne, 22. století) a Chlapík z pekla a v románech Pokus o útěk, Špunt, Brouk v mraveništi a Vlny ztišují vítr.
- Tissa, planeta zmíněná v románu Vlny ztišují vítr, známá incidentem, kdy členové expedice nedokázali z planety navázat žádné spojení s jinou lidskou planetou nebo vesmírnou lodí s výjimkou jejich vlastní na oběžné dráze, přičemž jim lodní počítač neustále říkal, že Země a všechny ostatní lidská sídla byla zničena globální katastrofou a že oni jsou jediní zbývající lidé ve vesmíru. Poté, co byla skupina zachráněna, psychologové se rozhodli, že šlo o případ dočasného šílenství nebo masové sugesce.
- Vladislava je první planeta mimo Sluneční soustavu, na které byly nalezeny stopy po Poutnících (umělé satelity a opuštěné město). Je zmíněna v povídce Výsadkáři ze sbírky Poledne, 22. století.
- Země, nejrozvinutější lidská planeta.

## Hlavní postavy Světa Poledne
K nejdůležitějším postavám Světa poledne patří 
- Lev Abalkin,
- Leonid Gorbovskij,
- Toivo Glumov,
- Maja Glumovová,
- Korněj Jašmaa,
- Maxim Kammerer,
- Gennadij Komov,
- Sergej Kondratěv,
- Michail Sidorov,
- Rudolf Sikorski,
- Jevgenij Slavin.

Větší podrobnosti o těchto postavách získáte v článku Seznam hlavních postav Světa Poledne.

## Filmové adaptace
- Špunt (1987, Малыш), ruský sovětský televizní film, režie Alexej Borodin a Julia Kosarceva.
- Je těžké být bohem (1989, Es ist nicht leicht ein Gott zu sein), německý film, režie Peter Fleischmann.
- Nesmluvená setkání (1994), český televizní film podle románu Špunt, režie Irena Pavlásková.
- Obydlený ostrov (2008, Обитаемый остров), ruský film, režie Fjodor Bondarčuk, jde o první část dvoudílného filmu.
- Srážka (2009, Cхватка), ruský film, druhá část filmu Obydlený ostrov, režie Fjodor Bondarčuk.
- Je těžké být bohem (2013, Трудно быть богом), ruský film, režie Alexej Germann, film byl dokončen již roku 2006.